# Úrsulo Galván, Las Vigas de Ramírez
Úrsulo Galván är en ort i Mexiko.   Den ligger i kommunen Las Vigas de Ramírez och delstaten Veracruz, i den sydöstra delen av landet, 210 km öster om huvudstaden Mexico City. Úrsulo Galván ligger 2 504 meter över havet och antalet invånare är 180.
Terrängen runt Úrsulo Galván är kuperad åt sydost, men åt nordväst är den bergig. Terrängen runt Úrsulo Galván sluttar norrut. Runt Úrsulo Galván är det ganska tätbefolkat, med 90 invånare per kvadratkilometer. Närmaste större samhälle är Perote, 16,5 km väster om Úrsulo Galván. I omgivningarna runt Úrsulo Galván växer i huvudsak blandskog.